# Spark Matsunaga
Pour les articles homonymes, voir Matsunaga.
Spark Matsunaga, né Masayuki Matsunaga le 8 octobre 1916 à Kauai, territoire d'Hawaï (États-Unis) et décédé le 15 avril 1990 à Toronto (Canada), est un homme politique américain membre du Parti démocrate et sénateur d'Hawaï entre 1977 et 1990.

## Biographie
Né à Kauai, une ville du territoire d'Hawaï sur l'île de Kauai, Spark Matsunaga est diplômé du Kauai High School. Quand il a huit ans, il est surnommé Sparky d'après Spark Plug, un personnage de la bande dessinée Barney Google. Il fréquente l'université d'Hawaï et y obtient son baccalauréat universitaire en 1941.

Il meurt le 15 avril 1990 à l'Hôpital Général de Toronto (Ontario, Canada) d'un cancer de la prostate et des os. À l'occasion de ses funérailles les drapeaux de l'État de Hawaï sont mis en berne sur l'ensemble des bâtiments fédéraux, et son cercueil est également exposé dans le capitole de l'État à Honolulu. Il est l'une des trois seuls personnes à être honorées de la sorte dans l'histoire de Hawaï (les deux autres ayant été le gouverneur John A. Burns (en) et le musicien Israel Kamakawiwoʻole  dit IZ connu pour sa reprise de la chanson Over the Rainbow.)

### Parcours Militaire
Matsunaga devient réserviste de l'armée des États-Unis en 1941 et se porte volontaire pour le service actif en juillet de la même année. Cinq mois après, à la suite de l'attaque japonaise de Pearl Harbor il sera incarcéré dans le Wisconsin par mesure préventive, et ce malgré son grade de second lieutenant dans l'U.S. Army. Il est libéré puis envoyé sur le front en Italie où il est blessé à deux reprises au combat alors qu'il faisait partie de la 442e Regimental Combat Team et du 100e Infantry Battalion.
Après sa libération de l'armée en tant que capitaine, Matsunaga entre à la faculté de droit de Harvard, dont il est diplômé en 1951.

### Parcours politique
Matsunaga est élu membre de la Chambre des représentants des États-Unis d'Hawaii du 3 janvier 1963 au 3 janvier 1977, puis sénateur du même État du 3 janvier 1977 au 15 avril 1990 (date de sa mort).

Matsunaga a également été à l'origine d'une proposition de loi au Congrès américain en vue de la désignation d'un poète officiel des États-Unis (Poet Laureate), dont le premier lauréat est Robert Penn Warren en 1986.

Matsunaga est connu pour son sens de l'humour dont une des plus célèbres situations en 1981 lors de la venue du Premier ministre Suzuki Zenkō à la Maison-Blanche confronte le sénateur d'Hawaii au Secrétaire d'État Alexander Haig qui, le confondant avec un membre de la délégation japonaise, lui demande s'il parle bien anglais, ce à quoi Matsunaga répond « Yes, Mr. Secretary, I do — and I had the honor of voting for your confirmation the other day. » (« Oui, M. le secrétaire. J'ai même eu l'honneur de pouvoir voter pour vous l'autre jour. »)